# Nancys Rubias
Nancys Rubias (укр. білявки Ненсі) — іспанський рок-гурт, створений 2004 року у Мадриді. Гурт випустив 5 альбомів.

## Склад гурту

### Поточний склад
- Марта Вакеріцо — Трикутник
- Мігель — клавішні та бек-вокал
- Хуан Педро — (2004-по теперішній час) — електрогітара
- Маріо Вакеріцо (2004-по теперішній час) — вокал

### Колишні учасники
- Сюзі Поп (2004–2008 рр.) (саме «білявка Ненсі») — гітара та вокал (померла у 2008).

## Дискографія

### Альбоми
- «Nancys Rubias» (2005)

#### Gabba Gabba Nancys
Gabba Gabba Nancys — другий студійний альбом гурту Nancys Rubias. Виданий 2007 року. До альбому увійшли 12 композицій.

##### Трек-лист
- 1. Nancy Ramone
- 2. Supertravesti
- 3. No estás curada
- 4. Corazón de hielo
- 5. Haciendo majaradas
- 6. Abróchense los cinturones
- 7. Televisión
- 8. Gatita caliente buscando cliente
- 9. Go go party espacial
- 10. No soy un poltergeist
- 11. Megasuperestrella
- 12. Abre tu mente

##### Кліпи
1. No estás curada
2. Corazón de hielo
3. Televisión

- «Una Cita Con Nancys Rubias» (2009)
- «Ahora o Nunca» (2011)
- «Amigas» (EP, 2014)

### Сингли
- «Nancys Rubias» (2005)
- «Maquillate» (2005)
- «Salvame» (2005)
- «No Estas Curada» (2006)
- «Corazón De Hielo» (2007)
- «Di Que Sí» (2007)
- «Television» (2007)
- «Peluquitas» (2011)
- El Mejor Regalo Eres Tú (All I Want From Christmas Is You, версія 2012)
- «Me Encanta» (I love it) (2013)
- «Amigas» (2014)

### Відеокліпи
- «Nancys Rubias» (2005)
- «Maquillate» (2005)
- «Salvame» (2005)
- «No Estas Curada» (2006)
- «Corazon de Hielo» (2007)
- «Di que si» (2008)
- «Abre tu mente» (feat. Merche 2009)
- «GLAMAZONIA» (2009)
- «Television» (2010)
- «Peluquitas» (2011)
- «El mejor regalo eres tu» (2012)
- «Me Encanta» (I love it) (2013)
- «Amigas» (2014)